# العلاقات الكينية الهندوراسية
العلاقات الكينية الهندوراسية هي العلاقات الثنائية التي تجمع بين كينيا وهندوراس.

## مقارنة بين البلدين
هذه مقارنة عامة ومرجعية للدولتين:
| وجه المقارنة                                              | كينيا                         | هندوراس          |
| --------------------------------------------------------- | ----------------------------- | ---------------- |
| المساحة (كم2)                                             | 581.31 ألف                    | 112.49 ألف       |
| عدد السكان (نسمة)                                         | 48.47 مليون                   | 9.27 مليون       |
| الكثافة السكانية (ن./كم²)                                 | 83.38                         | 82.41            |
| العاصمة                                                   | نيروبي                        | تيغوسيغالبا      |
| اللغة الرسمية                                             | اللغة السواحلية، لغة إنجليزية | اللغة الإسبانية  |
| العملة                                                    | شيلينغ كيني                   | لمبيرة هندوراسية |
| الناتج المحلي الإجمالي (بليون دولار)                      | 74.94 مليار                   | 22.98 مليار      |
| الناتج المحلي الإجمالي (تعادل القوة الشرائية) بليون دولار | 142.24 مليار                  | 41.14 مليار      |
| الناتج المحلي الإجمالي الاسمي للفرد دولار أمريكي          | 1.38 ألف                      | 2.53 ألف         |
| الناتج المحلي الإجمالي للفرد دولار أمريكي                 | 2.95 ألف                      | 4.91 ألف         |
| مؤشر التنمية البشرية                                      | 0.548                         | 0.606            |
| رمز المكالمات الدولي                                      | +254                          | +504             |
| رمز الإنترنت                                              | .ke                           | .hn              |
| المنطقة الزمنية                                           | ت ع م+03:00                   | 00               |

## منظمات دولية مشتركة
يشترك البلدان في عضوية مجموعة من المنظمات الدولية، منها:
| علم المنظمة | اسم المنظمة                               | تاريخ انضمام كينيا | تاريخ انضمام هندوراس |
| ----------- | ----------------------------------------- | ------------------ | -------------------- |
|             | البنك الدولي للإنشاء والتعمير             | 3 فبراير 1964      | 27 ديسمبر 1945       |
|             | منظمة التجارة العالمية                    | 1995               | ?                    |
|             | المركز الدولي لتسوية المنازعات الاستشارية | 2 فبراير 1967      | 16 مارس 1989         |
|             | منظمة حظر الأسلحة الكيميائية              | ?                  | ?                    |
|             | الفريق المعني برصد الأرض                  | ?                  | ?                    |
|             | الأمم المتحدة                             | 16 ديسمبر 1963     | 17 ديسمبر 1945       |
|             | منظمة الشرطة الجنائية الدولية             | ?                  | ?                    |
|             | وكالة ضمان الاستثمار متعدد الأطراف        | 28 نوفمبر 1988     | 30 يونيو 1992        |
|             | يونسكو                                    | 7 أبريل 1964       | 16 ديسمبر 1947       |
|             | مؤسسة التنمية الدولية                     | 3 فبراير 1964      | 23 ديسمبر 1960       |
|             | مؤسسة التمويل الدولية                     | 3 فبراير 1964      | 20 يوليو 1956        |
|             | الاتحاد البريدي العالمي                   | ?                  | ?                    |
|             | الاتحاد الدولي للاتصالات                  | 11 أبريل 1964      | 27 أكتوبر 1925       |

## وصلات خارجية
- موقع وزارة الخارجية الكينية
- موقع وزارة الخارجية الهندوراسية